# 사회기독당 (우크라이나)
우크라이나 사회기독당(우크라이나어: Соціально-християнська партія)은 2004년 7월 등록한 우크라이나의 정당이다.
이 당은 2006년 우크라이나 총선에서 독립당으로 참가하여 0.09%의 지지율을 보이며 한 좌석도 얻지 못했다.
2007년 9월 30일 열린 2007년 우크라이나 총선에서 크리스찬 블록을 통해 다시 한번 도전했으나 좌석을 얻지 못했다.
이 당은 2008년 10월 연합 중앙과 병합한 것으로 보고되었다. 그러나, 이 당은 계속적으로 독립해 있다.
2012년 우크라이나 총선에서는 바티키우시나와 한 우산 아래에서 다른 당과 연합하여 진출했다. 총 101개 의석에서 비례대표 의석 62석(25.55%)을 얻었으며 그 중 39석을 얻었다.
2014년 우크라이나 총선에는 1개 의석에 출마했으나, 후보가 탈락했다.